# Gmina Chickasaw

Położenie Gminy Chickasaw w hrabstwie Chickasaw

Gmina Chickasaw (ang. Chickasaw Township) – gmina w USA, w stanie Iowa, w hrabstwie Chickasaw. Według danych z 2000 roku gmina miała 784 mieszkańców, a jej powierzchnia wynosi 94,96 km².